# Veronica amplexicaulis
Veronica amplexicaulis är en grobladsväxtart som beskrevs av Armst.. Veronica amplexicaulis ingår i släktet veronikor, och familjen grobladsväxter.

## Underarter
Arten delas in i följande underarter:
- V. a. hirta
- V. a. erecta